# Система футбольных лиг Швеции
Система шведских футбольных лиг — связанные между собой футбольные лиги, управляемые Шведской футбольной ассоциацией и включающие в себя 288 команд, разделённые на 22 лиги в пяти дивизионах. Дивизионы с шестого по десятый управляются региональными ассоциациями и сохраняют систему повышений и понижений между дивизионами. На 2013 год в системе шведских футбольных лиг находилось в общем 2510 команд, из которых 299 были команды резервов.
| Уровень | Лиги                                                                               | Лиги                                                                               | Лиги                                                                               | Лиги                                                                               | Лиги                                                                               | Лиги                                                                               | Лиги                                                                               | Лиги                                                                               | Лиги                                                                               | Лиги                                                                               | Лиги                                                                               | Лиги                                                                               |
| ------- | ---------------------------------------------------------------------------------- | ---------------------------------------------------------------------------------- | ---------------------------------------------------------------------------------- | ---------------------------------------------------------------------------------- | ---------------------------------------------------------------------------------- | ---------------------------------------------------------------------------------- | ---------------------------------------------------------------------------------- | ---------------------------------------------------------------------------------- | ---------------------------------------------------------------------------------- | ---------------------------------------------------------------------------------- | ---------------------------------------------------------------------------------- | ---------------------------------------------------------------------------------- |
| 1       | Аллсвенскан* 16 клубов                                                             | Аллсвенскан* 16 клубов                                                             | Аллсвенскан* 16 клубов                                                             | Аллсвенскан* 16 клубов                                                             | Аллсвенскан* 16 клубов                                                             | Аллсвенскан* 16 клубов                                                             | Аллсвенскан* 16 клубов                                                             | Аллсвенскан* 16 клубов                                                             | Аллсвенскан* 16 клубов                                                             | Аллсвенскан* 16 клубов                                                             | Аллсвенскан* 16 клубов                                                             | Аллсвенскан* 16 клубов                                                             |
| 2       | Суперэттан 16 клубов                                                               | Суперэттан 16 клубов                                                               | Суперэттан 16 клубов                                                               | Суперэттан 16 клубов                                                               | Суперэттан 16 клубов                                                               | Суперэттан 16 клубов                                                               | Суперэттан 16 клубов                                                               | Суперэттан 16 клубов                                                               | Суперэттан 16 клубов                                                               | Суперэттан 16 клубов                                                               | Суперэттан 16 клубов                                                               | Суперэттан 16 клубов                                                               |
| 3       | Дивизион 1 / Эттан Норра (Северный) 14 клубов                                      | Дивизион 1 / Эттан Норра (Северный) 14 клубов                                      | Дивизион 1 / Эттан Норра (Северный) 14 клубов                                      | Дивизион 1 / Эттан Норра (Северный) 14 клубов                                      | Дивизион 1 / Эттан Норра (Северный) 14 клубов                                      | Дивизион 1 / Эттан Норра (Северный) 14 клубов                                      | Дивизион 1 / Эттан Сёдра (Южный) 14 клубов                                         | Дивизион 1 / Эттан Сёдра (Южный) 14 клубов                                         | Дивизион 1 / Эттан Сёдра (Южный) 14 клубов                                         | Дивизион 1 / Эттан Сёдра (Южный) 14 клубов                                         | Дивизион 1 / Эттан Сёдра (Южный) 14 клубов                                         | Дивизион 1 / Эттан Сёдра (Южный) 14 клубов                                         |
| 4       | Дивизион 2 Норрланд 12 клубов                                                      | Дивизион 2 Норрланд 12 клубов                                                      | Дивизион 2 Норра Свеаланд 12 клубов                                                | Дивизион 2 Норра Свеаланд 12 клубов                                                | Дивизион 2 Ёстра Свеаланд 12 клубов                                                | Дивизион 2 Ёстра Свеаланд 12 клубов                                                | Дивизион 2 Мэллерста Гёталанд 12 клубов                                            | Дивизион 2 Мэллерста Гёталанд 12 клубов                                            | Дивизион 2 Вэстра Гёталанд 12 клубов                                               | Дивизион 2 Вэстра Гёталанд 12 клубов                                               | Дивизион 2 Сёдра Гёталанд 12 клубов                                                | Дивизион 2 Сёдра Гёталанд 12 клубов                                                |
| 5       | Дивизион 3 Норра Норрланд 12 клубов                                                | Дивизион 3 Мэллерста Норрланд 12 клубов                                            | Дивизион 3 Сёдра Норрланд 12 клубов                                                | Дивизион 3 Норра Свеаланд 12 клубов                                                | Дивизион 3 Ёстра Свеаланд 12 клубов                                                | Дивизион 3 Вэстра Свеаланд 12 клубов                                               | Дивизион 3 Нордёстра Гёталанд 12 клубов                                            | Дивизион 3 Мэллерста Гёталанд 12 клубов                                            | Дивизион 3 Нордвэстра Гёталанд 12 клубов                                           | Дивизион 3 Сюдвэстра Гёталанд 12 клубов                                            | Дивизион 3 Судёстра Гёталанд 12 клубов                                             | Дивизион 3 Сёдра Гёталанд 12 клубов                                                |
| 6—10    | Дивизионы с 6 по 10 управляются различными региональными футбольными ассоциациями. | Дивизионы с 6 по 10 управляются различными региональными футбольными ассоциациями. | Дивизионы с 6 по 10 управляются различными региональными футбольными ассоциациями. | Дивизионы с 6 по 10 управляются различными региональными футбольными ассоциациями. | Дивизионы с 6 по 10 управляются различными региональными футбольными ассоциациями. | Дивизионы с 6 по 10 управляются различными региональными футбольными ассоциациями. | Дивизионы с 6 по 10 управляются различными региональными футбольными ассоциациями. | Дивизионы с 6 по 10 управляются различными региональными футбольными ассоциациями. | Дивизионы с 6 по 10 управляются различными региональными футбольными ассоциациями. | Дивизионы с 6 по 10 управляются различными региональными футбольными ассоциациями. | Дивизионы с 6 по 10 управляются различными региональными футбольными ассоциациями. | Дивизионы с 6 по 10 управляются различными региональными футбольными ассоциациями. |

Приведённая система действует с 2006 года.
* С 1924 года (с 1987 — название Аллсвенскан используется официально), ранее — Первый дивизион (Division I).
До 1928 года существовали также турниры Svenska Mästerskapet (англ.) (1896—1925) и Svenska Serien (англ.) (1910—1917, 1920—1921 и 1922—1924). Svenska Serien — лига, но титул чемпиона Швеции присуждался победителю кубка Svenska Mästerskapet.
До создания в 2000 году лиги Суперэттан вторым уровнем являлись:
- в 1928—1986 годах — Дивизион 2 (англ.) (в 1987—2005 годах являлся третьим уровнем)
- в 1987—1999 годах — Дивизион 1 (англ.) (воссоздан в 2006 году в качестве третьего уровня — Эттан)

Дивизион 3 (англ.) в 1928—1986 годах являлся третьим уровнем, в 1987—2005 годах — четвёртым уровнем.